# Hypocoena orientalis
Hypocoena orientalis là một loài bướm đêm trong họ Noctuidae.